# Veenendaal-De Klomp vasútállomás
Veenendaal-De Klomp vasútállomás vasútállomás Hollandiában, Ede községben,  településen.

## Vasútvonalak
Az állomást az alábbi vasútvonalak érintik:
- Amsterdam–Arnhem-vasútvonal

## Kapcsolódó állomások
A vasútállomáshoz az alábbi állomások vannak a legközelebb:
- Maarn vasútállomás
- Ede-Wageningen vasútállomás